# Juan Carlos Arteche
Juan Carlos Arteche Gómez (Maliaño, Camargo, Cantabria, 11 de abril de 1957 - Madrid, 13 de octubre de 2010) fue un futbolista español. Actuaba como defensa central y jugó en Primera División con el Racing de Santander y el Atlético de Madrid, club con el que se retiró en 1989. Disputó además cuatro partidos con la selección de fútbol de España.
Jugador de gran presencia física, se distinguió por su fuerza y contundencia, lo que le llevó a ser considerado uno de los jugadores más duros de su época. Gran dominador del juego aéreo, jugaba habitualmente en la posición de central marcador.

## Trayectoria
Debido a su estatura, comenzó jugando en su colegio al baloncesto, pero se adaptó mejor al fútbol y con 17 años le fichó el Racing de Santander para sus categorías inferiores. Cedido en la temporada 75-76 a la Gimnástica de Torrelavega, inmediatamente después fue repescado para jugar en el primer equipo del Racing. Durante un partido con el cuadro torrelaveguense, un jugador del Santurce le fracturó la nariz; según algunos detractores, en este episodio estaría el origen de la dureza de su juego en los años posteriores.

### Racing de Santander
Volvió al Racing en 1976 para jugar en Primera División. El equipo cántabro, que ocupaba los últimos puestos de la Liga, consiguió evitar el descenso contra todo pronóstico en la última jornada. Arteche disputó 16 encuentros, debutando en el Estadio Luis Casanova ante el Valencia.
La temporada 77-78 el club volvió a estar en los últimos puestos, aunque al final también mantuvo la categoría. Jugó 32 encuentros y marcó 2 goles. Tres jóvenes jugadores de la cantera, Arteche, Marcos Alonso y Quique Setién, serían fundamentales en el equipo y todos ellos llegarían con el tiempo a jugar en la selección española.

### Atlético de Madrid
Las dos grandes campañas de Arteche en el Racing no pasaron inadvertidas para los equipos grandes y en 1978 lo fichó, a los 21 años, el Atlético de Madrid. Con el equipo del Calderón disputó 11 temporadas en la máxima categoría, jugando como titular en todas menos en la última, la 88-89, y siendo el capitán del equipo durante varias de ellas. Como colchonero compartió el eje de la zaga con jugadores como Miguel Ángel Ruiz, Luiz Pereira y Andoni Goikoetxea, y consiguió dos títulos: la Copa del Rey y la Supercopa de España de 1985. En 1986 disputó con su equipo la final de la Recopa de Europa, que perdió 3-0 ante el Dinamo de Kiev en la ciudad de Lyon.
En 1988, él y otros tres jugadores (Landáburu, Quique Ramos y Setién) fueron despedidos por el polémico presidente Jesús Gil. Los jugadores denunciaron al presidente por despido improcedente ante Magistratura y los tribunales fallaron a su favor. Se quedó en el equipo una temporada más, pero el entrenador no lo alineó más que en dos partidos y Arteche terminó retirándose al acabar la campaña; tenía 32 años.
Arteche es con 308 partidos el séptimo jugador que más encuentros de liga ha jugado con el Atlético de Madrid, solo por detrás de Koke (476), Adelardo Rodríguez (401), Tomás Reñones (367), Jan Oblak (359), Enrique Collar (338) y Ángel Correa (329). A lo largo de su carrera en Primera División disputó 356 encuentros y marcó 20 goles.

## Selección nacional
Arteche había sido internacional juvenil y sub-21, pero durante años tuvo la puerta de la selección absoluta cerrada por Andoni Goikoetxea y Antonio Maceda. Finalmente debutó a los 29 años, el 12 de noviembre de 1986 ante Rumanía, en el Estadio Benito Villamarín de Sevilla, en un partido clasificatorio para la Eurocopa 1988 que se saldó con victoria de España por 1 a 0. Esa tarde formó pareja con el madridista Manolo Sanchis. Jugó sucesivamente otros dos partidos, estrenándose en uno de ellos como goleador internacional (frente a Albania el 3 de diciembre de 1986). En su cuarto partido con España le tocó marcar a un inspirado Gary Lineker, que anotó 4 tantos. Ese partido sería el último de Arteche con La Roja.

## Vida personal
Tras finalizar su carrera deportiva, colaboró como comentarista en programas deportivos de radio y televisión. También fue representante en Madrid de la firma deportiva Luanvi y dueño de un estanco y una asesoría fiscal y laboral. El exjugador falleció de cáncer en Madrid el 13 de octubre de 2010, el mismo día que otro mítico futbolista de la selección española de los años 60, José Casas Gris, Pepín.

## Estadísticas
| Club                      | Categoría        | País   | Temporada | Partidos | Goles |
| ------------------------- | ---------------- | ------ | --------- | -------- | ----- |
| Gimnástica de Torrelavega | Tercera División | España | 1975-1976 | 25       | -     |
| Racing de Santander       | Primera División | España | 1976-1977 | 16       | 0     |
| Racing de Santander       | Primera División | España | 1977-1978 | 32       | 2     |
| Atlético de Madrid        | Primera División | España | 1978-1979 | 22       | 0     |
| Atlético de Madrid        | Primera División | España | 1979-1980 | 30       | 0     |
| Atlético de Madrid        | Primera División | España | 1980-1981 | 32       | 1     |
| Atlético de Madrid        | Primera División | España | 1981-1982 | 32       | 4     |
| Atlético de Madrid        | Primera División | España | 1982-1983 | 31       | 4     |
| Atlético de Madrid        | Primera División | España | 1983-1984 | 26       | 5     |
| Atlético de Madrid        | Primera División | España | 1984-1985 | 33       | 0     |
| Atlético de Madrid        | Primera División | España | 1985-1986 | 33       | 0     |
| Atlético de Madrid        | Primera División | España | 1986-1987 | 32       | 0     |
| Atlético de Madrid        | Primera División | España | 1987-1988 | 35       | 4     |
| Atlético de Madrid        | Primera División | España | 1988-1989 | 2        | 0     |

## Palmarés

### Campeonatos nacionales
| Título              | Club               | País   | Año  |
| ------------------- | ------------------ | ------ | ---- |
| Copa del Rey        | Atlético de Madrid | España | 1985 |
| Supercopa de España | Atlético de Madrid | España | 1985 |